# Гаен, Антон де
Антон де Гаен (26 августа 1704, Гаага, Голландия — 5 сентября 1776, Вена, Австрия) — австрийский врач, придворный врач императрицы Марии-Терезии и философ ученик Германа Бургава.

## Биография
Родился 26 августа 1704 года в Гааге. Поступил в Лувенский университет, и через 5 лет его окончил. Одного диплома ему показалось мало, и тогда он вдобавок поступил в Лейденский университет, который также успешно окончил. В этих же самых университетах учился и его близкий друг детства Герард Ван Свитен, и оба стали выдающимися врачами благодаря заслугам их учителя Германа Бургава. Герард Ван Свитен переехал в Вену с целью преобразования венских клиник и в 1754 году пригласил на постоянное место жительство Антона де Гаена. После переезда в Вену, он закончил реформы венских клиник, начатые Герардом Ван Свитеном. В последние годы жизни он являлся деканом медицинского факультета Венского университета, одновременно с этим основал клинику при Венском госпитале и стал его директором.
Скончался 5 февраля 1776 года в Вене от острого кровоизлияния в мозг прямо на рабочем месте, когда он читал лекцию по анатомии.

## Научные работы
Основные научные работы посвящены медицине.
- 1755 — Применил при лечении паралитиков электрические разряды по 350 раз каждый.

## Избранные сочинения
- Де Гаен А. «Ratio medendi in nosocomio practico », 1758-79.